# カザルス音楽祭
カザルス音楽祭（英語：Casals Festival）は、1957年にプエルトリコのサンファンにて、巨匠パブロ・カザルスによって創設された例年開催の音楽祭である。

## 沿革

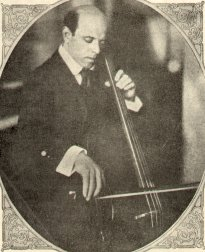
パブロ・カザルス（1922年）

名チェリストで指揮者のカザルスは、スペイン人民政府の熱心な支持者であったので、フランシスコ・フランコ総統によって共和政が倒されると、フランスの寒村プラドに避難し、プラド音楽祭を開催するようになった（こちらは1952年に、パブロ・カザルス音楽祭と改称されている）。
カザルスは、1955年と1956年に、母ピラル・デフィジョー（Pilar Defilló）の郷里を訪ねてプエルトリコへ行き、1957年より同地に永住した。同年、カザルス音楽祭のこけら落としがプエルトリコ大学において行われる。当初はカザルス自身の演奏により、バッハの《無伴奏チェロ組曲第3番ハ長調》の上演が予定されていたが、リハーサル中にカザルスが心臓発作に倒れたため、その計画は見合わされた。カザルスは入院したものの、音楽祭は計画どおり、ルドルフ・ゼルキンの演奏によって実行に移された。
音楽祭が始まった当初は演奏者の大半が、音楽祭のオーケストラによってアメリカ合衆国から雇われた音楽家で占められていた。数少ない例外が、ヘスース・マリーア・サンロマーやヘンリー・ハッチンソン・シニア、フェルナンド・ヴァレンティ、フィゲロア兄弟だった。しかし1970年になるまでに、音楽祭オーケストラの楽団員は、多くがプエルトリコ人で占められるに至った。

## 音楽祭の今日の姿
主宰者カザルスが1973年に他界すると、未亡人マルタ・カザルス・イストミンが実行委員会の総裁に就き、1979年まで共同司会と音楽監督を務め、自身の責任において音楽祭の例年開催を継続させた。現在カザルス音楽祭は、ピアニストで音楽学者のエリアス・ロペス・ソバを芸術監督に、男声歌手フスティーノ・ディアスを音楽監督に迎え、新局面に入っている。この2人のプエルトリコ人音楽家は、カザルス夫妻の遺産を追い続け、世界中から多くの名音楽家を集めてきた。2006年には50周年記念事業として、指揮者クリストフ・エッシェンバッハとフィラデルフィア管弦楽団の共演が決定している。

## 参加者・関係者
カザルスが主宰した音楽祭というイメージから、カザルスの反戦・平和思想に共鳴した音楽家ばかりが集まっていると思われやすいが、実際には、左右両陣営からバランスよく人選がなされており、ことにアメリカ人音楽家については没政治的な人物も含めて、必ずしも思想的にカザルスの傾向と一致しない者が少なくない。また、カザルス自身はドビュッシー以降の音楽にほとんど興味を示さなかったにもかかわらず、音楽祭ではシェーンベルクなどカザルスの趣味とは合わない作曲家の作品も上演・録音されている。
- 指揮
  - ムスティスラフ・ロストロポーヴィチ
  - レナード・バーンスタイン（チェロ・指揮）
  - ズビン・メータ
  - ユージン・オーマンディ
  - ジョン・バルビローリ
  - ユーディ・メニューイン
  - ヘルベルト・ブロムシュテット
  - セルジュ・コミッショーナ
  - ジェームズ・コンロン
  - シャルル・デュトワ
  - ラファエル・フリューベック・デ・ブルゴス
  - ラファエル・クーベリック
  - ヘスス・ロペス・コボス
  - ロリン・マゼール
  - ズデニェク・マーツァル
  - エドゥアルド・マータ
  - イーゴリ・オイストラフ
  - マクシム・ショスタコーヴィチ
  - デイヴィッド・ジンマン
  - ジェラード・シュワルツ

- 作曲
  - アルベルト・ヒナステラ（指揮）
  - ルーカス・フォス（指揮・ピアノ）
  - クシシュトフ・ペンデレツキ

- 声楽
  - マリアン・アンダーソン
  - ビクトリア・デ・ロス・アンヘレス
  - ビヴァリー・シルズ
  - テレサ・ベルガンサ
  - タティアナ・トロヤノス
  - エリー・アーメリング
  - モーリン・フォレスター
  - フレデリカ・フォン・シュターデ
  - ジューン・アンダーソン
  - エルンスト・ヘフリガー
  - プラシド・ドミンゴ
  - ジョン・ヴィッカーズ

- ピアノ
  - クラウディオ・アラウ
  - エマニュエル・アックス
  - ダニエル・バレンボイム
  - アルフレッド・ブレンデル
  - ジョン・ブラウニング
  - ベラ・ダヴィドヴィチ
  - アリシア・デ・ラローチャ
  - ネルソン・フレイレ
  - ゲイリー・グラフマン
  - ミェチスワフ・ホルショフスキ
  - ユージン・イストミン
  - バイロン・ジャニス
  - ヴィルヘルム・ケンプ
  - ルース・ラレード
  - マレイ・ペライア
  - アルトゥール・ルービンシュタイン
  - ピーター・ゼルキン
  - ロザリン・テューレック
  - アンドレ・ワッツ
  - アール・ワイルド

- 弦楽器
  - ジョシュア・ベル
  - チョン・キョンファ
  - ハイメ・ラレード
  - チョーリャン・リン
  - シュロモ・ミンツ
  - イツァーク・パールマン
  - ヴァディム・レーピン
  - ルッジェーロ・リッチ
  - アイザック・スターン
  - ヘンリク・シェリング
  - ヨーゼフ・シゲティ
  - ピンカス・ズーカーマン
  - ウォルター・トランプラー
  - ピエール・フルニエ
  - リン・ハレル
  - レナード・ローズ
  - ヤーノシュ・シュタルケル
  - ポール・トルトゥリエ

- ギター
  - アンドレス・セゴビア
  - ナルシソ・イエペス
  - アンヘル・ロメロ

- 管楽器
  - ジャン＝ピエール・ランパル
  - リチャード・ストルツマン

- アンサンブル
  - アメリカ金管クァルテット
  - ボザール・トリオ
  - ブダペスト弦楽四重奏団
  - クリーヴランド弦楽四重奏団
  - ジュリアード弦楽四重奏団
  - 東京クヮルテット
  - グァルネリ四重奏団
  - ザルツブルク・モーツァルテウム四重奏団
  - フェルメール弦楽四重奏団
  - フォーグラー弦楽四重奏団
  - ボロディン弦楽四重奏団
  - ワシントン・ナショナル交響楽団アンサンブル
  - ガブリエリ金管五重奏団
  - リンカーン・センター室内楽協会